# Lorenzo Gafà
Lorenzo Gafà (1639 Birgu – 16. února 1703 Birgu) byl maltský barokní architekt a sochař. Vytvořil architektonické návrhy k řadě chrámů na Maltě, v Rabatu, v Mdině, Vallettě, Florianě i jinde. K jeho nejznámějším dílům patří katedrála sv. Pavla v Mdině. Jeho starší bratr Melchiorre Cafà byl též sochařem.